# Luis Alberto Gutiérrez
Luis Alberto Gutiérrez Herrera (Santa Cruz de la Sierra, 15 gennaio 1985) è un calciatore boliviano, centrocampista del Bolívar.

## Carriera

### Nazionale
Viene convocato per la Copa América Centenario negli Stati Uniti.